# Mycale meridionalis
Mycale meridionalis är en svampdjursart som beskrevs av Claude Lévi 1963. Mycale meridionalis ingår i släktet Mycale och familjen Mycalidae. Inga underarter finns listade i Catalogue of Life.